# استانابنزن
استانابنزن (C۵H۶Sn) یکی از ترکیبات موسوم به ترکیبات آلی قلع است که به بنزن شباهت دارد اما در آن یک اتم کربن با اتم قلع جایگزین شده است. خودِ استانابنزن توسط شیمی محاسباتی مورد مطالعه قرار گرفته است، اما تاکنون جداسازی و تخلیص نشده است.